# Tarazed
Tarazed (Gamma Aquilae, γ Aql) – gwiazda w Gwiazdozbiorze Orła. Jest odległa o około 1200 lat świetlnych od Słońca.

## Nazwa
Gwiazda ta ma tradycyjną nazwę Tarazed, która wywodzi się od perskiego ‏شاهين ترازو‎ šāhin tarāzu, co oznacza „szalę wagi” i odnosiło się dawniej do asteryzmu złożonego z tej gwiazdy, Altaira i Beta Aquilae, której nazwa własna (Alshain) pochodzi od pierwszej części tego wyrażenia. Międzynarodowa Unia Astronomiczna w 2016 roku formalnie zatwierdziła użycie nazwy Tarazed dla określenia tej gwiazdy.

## Charakterystyka obserwacyjna

Położenie γ Aql w gwiazdozbiorze

Jest to druga co do jasności gwiazda konstelacji, tworząca z Altairem i Alshainem jej najbardziej charakterystyczną część. Jego obserwowana wielkość gwiazdowa to 2,72m. Pomiary paralaksy z sondy Hipparcos wskazywały, że gwiazda znajduje się 121 pc (394 ly) od Słońca, jednak nowsze pomiary sondy Gaia sugerują, że odległość jest trzykrotnie większa (choć z dużą niepewnością).

## Charakterystyka fizyczna
Tarazed to pomarańczowy jasny olbrzym należący do typu widmowego K3. Jego temperatura to 4100 K. Gwiazda jest źródłem promieniowania rentgenowskiego.
Gamma Aquilae ma pięć znacznie słabszych optycznych towarzyszek, położonych w odległości około 1–2 minut kątowych.